# Сарай-Бату

Володіння Золотої Орди 1389 року. Положення Сарай-Бату позначено зіркою

Сарай-Бату («Богом збережений палац», Сарай-ал-Махруса — Старий Сарай, Сарай I) — середньовічне місто і столиця Золотої Орди, розташоване на відстані близько 120 км на північ від сучасного міста Астрахань. Археологічні залишки міста ототожнюються з Селітряним городищем біля Селітрового Харабалінського району області.
Місто засноване близько 1240 року ханом Батиєм. Зруйноване 1556 року Іваном Грозним.